# District d'Azamgarh
Le district d'Azamgarh (en hindi : आज़मगढ़ ज़िला ,en ourdou : اعظم گڑھ ضلع) est un district de la division d'Azamgarh dans l'État de l'Uttar Pradesh en Inde.

## Description
Son centre administratif est la ville de Azamgarh. 
La superficie du district est de 4 054 km2 et la population était en 2011 de 4 613 913 habitants.